# Корень, Сергей Гаврилович
Серге́й Гаври́лович Ко́рень (1907—1969) — советский артист балета и балетмейстер, педагог. Заслуженный артист РСФСР (1939). Лауреат Сталинской премии второй степени (1950).

## Биография
Изучать балетное искусство начал только в возрасте 17 лет. Занимался в пластической студии Н. И. Натан-Горской, а в 1924—1927 годах на вечерних курсах при ЛАХУ. Его педагогами разные источники называют В. А. Семёнова и А. М. Монахова или В. И. Пономарёва. После окончания курсов принят в ЛМАТОБ. В 1930—1942 годах работал в ЛАТОБ имени С. М. Кирова, где выступал в ведущих ролях: Эспада («Дон Кихот» Л. Ф. Минкуса), Нурали («Бахчисарайский фонтан» Б. В. Асафьева), Остап («Тарас Бульба» В. П. Соловьёва-Седого), Меркуцио («Ромео и Джульетта» С. С. Прокофьева) и др.
С 1942 по 1960 выступал в ГАБТ. В 1960—1969 годах там же работал балетмейстером-репетитором.
Искусство Кореня характеризуется высокой техникой, блестящим владением техникой мелких движений, искрящимся темпераментом, артистизмом. В особенности он проявил себя как исполнитель характерных танцев, в первую очередь на народной основе. С большим артистизмом он передает в танце своеобразие национального характера. Острая графическая выразительность поз сочетается с элегантной пластичностью, внутренний темперамент сочетается со сдержанностью и благородством. Исполнял также пантомимные роли.
С. Г. Корень с большим мастерством исполнял характерные танцы в балетах панадерос, мазурку, испанский, венгерский («Раймонда» А. К. Глазунова), фанданго («Дон Кихот» Л. Ф. Минкуса), фламенко («Лауренсия» А. А. Крейна), танцевальные номера в операх. Особенно ему удавались испанские танцы, которые он сопровождал игрой на кастаньтах. Много выступал с концертами его партнёршами в концертах были Н. А. Анисимова, Я. Г. Сангович, С. Н. Звягина. Ставил концертные номера и программы для себя и своих партнёрш. Был балетмейстером оперных спектаклей. В 1950—1954 годах был главным балетмейстером Центрального ансамбля Краснофлотской песни и пляски Военно-морского флота СССР, поставив там ряд номеров. При проведении в Москве декад искусства Кабардино-Балкарской АССР (1957) и Северо-Осетинской АССР (1960) был балетмейстером этих мероприятий. Руководил классами характерного танца в ЛИФК (1934) и ЛМАТОБ (1937—1942).

## Партии
- «Партизанские дни» Б. В. Асафьева — Керим, балетмейстер В. И. Вайнонен
- Баск в балете Б. В. Асафьева «Пламя Парижа», балетмейстер В. И. Вайнонен
- Флорестан в балете на музыку Р. Шумана «Карнавал»
- Амун в балете А. С. Аренского «Египетские ночи»
- 28 июня 1938 года — первое исполнение партии князя Заала в балете А. М. Баланчивадзе «Сердце гор», ЛАТОБ имени С. М. Кирова, балетмейстер В. М. Чабукиани
- 10 февраля 1940 года — Эспада в балете Л. Ф. Минкуса «Дон Кихот», ГАБТ, балетмейстер. Р. В. Захаров по А. А. Горскому
- 12 декабря 1940 года — первое исполнение партии Остапа в балете В. П. Соловьёва-Седого, «Тарас Бульба», ЛАТОБ имени С. М. Кирова, балетмейстер Ф. В. Лопухов, режиссёр И. К. Ковтунов
- 1943 — Эспада в балете Л. Ф. Минкуса «Дон Кихот», Большой театр, балетмейстеры А. А. Горский, Р. В. Захаров, М. М. Габович, К. Я. Голейзовский, И. В. Смольцов,
- 1946 — Эспада в балете Л. Ф. Минкуса «Дон Кихот» ЛАТОБ имени С. М. Кирова, балетмейстеры П. А. Гусев, Н. А. Анисимова и Р. И. Гербек.
- 28 декабря 1946 года — первый исполнитель в Москве партии Меркуцио в балете С. С. Прокофьева «Ромео и Джульетта» ГАБТ, балетмейстер Л. М. Лавровский

Исполнил партию Меркуцио в фильме-балете, снятом по спектаклю в 1954 году студией Мосфильм (Режиссёры: Лео Арнштам и Леонид Лавровский. На Международном кинофестивале в Каннах в 1955 году Л. О. Арнштам и Г. С. Уланова за работу в этом фильме получили специальные премии.)
- 30 декабря 1949 года — первое исполнение партии Ли Шан-фу в балете Р. М. Глиэра «Красный мак». ГАБТ, балетмейстер Л. М. Лавровский, режиссёр Ю. Ф. Файер. Повторение постановки 24.11.1957 под названием «Красный цветок»
- 1949 или позднее — Рипафратта в балете С. Н. Василенко «Мирандолина», ГАБТ, балетмейстер В. И. Вайнонен.
- 1954 или позднее — Северьян в балете С. С. Прокофьева «Каменный цветок», ГАБТ, балетмейстер Л. М. Лавровский
- 19 февраля 1956 — Командор в балете А. А. Крейна «Лауренсия», ГАБТ, балетмейстер В. М. Чабукиани
- 27 июня 1959 Герт в балете К. А. Караева «Тропою грома», ГАБТ, балетмейстер К. М. Сергеев
- Нурали и Гирей в балете Б. В. Асафьев «Бахчисарайский фонтан», хореография Р. В. Захарова

## Балетмейстер опер
- 1939 — опера А. Г. Рубинштейна «Демон», либретто П. А. Висковатова по поэме М. Ю. Лермонтова. ЛАТОБ имени С. М. Кирова, дирижёр Д. И. Похитонов, режиссёры И. Г. Дворищин и Милешко, художник Мельников
- 28 октября 1939 — опера Т. Н. Хренникова «В бурю», либретто А. М. Файко и Н. Е. Вирты по роману последнего «Одиночество», дирижёр О. М. Брон, режиссёр Л. В. Баратов, художник И. М. Рабинович.
- совместно с Бейзельманом. 1940 оперетта И. Кальмана «Сильва», ЛТМК, либретто В. Михайлова и Д. Толмачёва; постановка Н. Я. Янета, дирижёр Г. В. Фурман, художник Коломойцев,
- 22 марта 1941 опера П. И. Чайковского «Чародейка» либретто И. В. Шпажинского по его же одноимённой трагедии, новый текст С. М. Городецкого, редакция А. М. Пазовского и Л. В. Баратова, ЛАТОБ имени С. М. Кирова, дирижёр А. М. Пазовский, режиссёр Л. В. Баратов, художник Ф. Ф. Федоровский, хормейстер В. П. Степанов,
- 14 июня 1945 опера Ж. Бизе «Кармен», дирижёр А. Ш. Мелик-Пашаев, режиссёр Р. Н. Симонов, художник П. П. Кончаловский
- 13 апреля 1950 опера (народная музыкальная драма) М. П. Мусоргского «Хованщина», ГАБТ, дирижёр Голованов, режиссёр Л. В. Баратов, художник Ф. Ф. Федоровский.

## Постановка концертных номеров
- «Ноктюрн» Дж. Филда,
- «Мазурка» Ф. Шопена,
- «Качуча» И. О. Дунаевского

На народную музыку
- «Испанская новелла»
- «Ла Коррида»
- «Мала-гуэнья»
- «Соло кастаньет»

## Фильмография
- 1941 — Киноконцерт 1941 года — Остап, в сцене из балета «Тарас Бульба»
- 1951 — Большой концерт — Меркуцио
- 1954 — Ромео и Джульетта — Меркуцио
- 1959 — Граф Нулин — граф Нулин
- 1959 — Сомбреро — тореро

## Награды и премии
- заслуженный артист РСФСР (1939)
- Сталинская премия второй степени (1950) — за исполнение партии Ли Шан-фу в балетном спектакле «Красный мак» Р. М. Глиэра
- орден «Знак Почёта» (27.05.1951)[1].
- народный артист Кабардино-Балкарской АССР (1957)
- заслуженный деятель искусств Северо-Осетинской АССР (1960)